# Convento di San Andrés (Mérida)
Il Convento di San Andrés, noto anche come Convento di Santo Domingo per la sua relazione con l'Ordine dei Predicatori, è un edificio religioso situato nella città di Mérida. È classificato come Bene di interesse culturale, con la categoria di Monumento.

## Storia
La costruzione dell'antico convento iniziò nel 1571 ad opera della Comunità domenicana sulle rovine di una primitiva chiesa parrocchiale che divenne un eremo dedicato a San Andrés una volta che la parrocchia fu annessa all'attuale cattedrale di Mérida nella seconda metà del XV secolo. A causa della precarietà dei mezzi, il complesso conventuale fu sempre in costruzione tra ricostruzioni e ampliamenti, e fu completato solo nel 1636.
La chiesa del convento fu progettata nel 1606 dal capomastro Hernando de Contreras. Era priva di edifici negli angoli nord e ovest, mentre il resto era unito ad altri edifici.
Una volta dismesso, subì la stessa sorte del resto degli edifici monastici della città: fu adibito a vari usi, alcuni dei quali erano talmente contrari all'obiettivo della Comunità che lo eresse a prigione durante la guerra civile.

## Il complesso del convento
La facciata nord, che delimita il complesso conventuale nell'attuale Plaza de Santo Domingo, è formata da un esteso muro in bugnato e muratura. Questo muro si estende dalla facciata della chiesa sul lato destro fino al recinto di alcuni annessi e padiglioni residenziali sul lato sinistro, con poche e discrete aperture. L'elemento centrale è il portale, fiancheggiato da due coppie di colonne di ispirazione manierista con tamburi a cuscino e un architrave a voussoir che sorregge una trabeazione tuscanica, decorata con rosette nelle metope e triglifi. L'insieme, austero e sobrio, è coronato da una nicchia in mattoni e calce che ospita un'immagine marmorea di San Domenico, alta meno di un metro. Al di sotto di questa immagine, si trova uno scudo con la Croce di Santiago e l'iscrizione: “Defendere Fidei Ordo Veritatis”.
Sulla facciata ovest del convento, che corrisponde alla facciata principale della chiesa e al lato dell'Epistola, si trova un altro portale semplice ma ben realizzato, con stipiti in pietra modanati e intonaco scolastico. In seguito, in questa zona è stato aggiunto un edificio in muratura a due piani con volte a crociera, accanto al coro della chiesa, chiudendo così l'accesso alla strada.
Ai piedi della chiesa si erge un semplice campanile con due fori per le campane.
L'interno del convento è organizzato attorno a un piccolo chiostro situato dietro il presbiterio, caratterizzato da archi semicircolari in mattoni su mensole e volte a crociera nelle gallerie. Al secondo livello, un'alta galleria presenta semplici balconi e un tetto spiovente con travi. Inoltre, il convento aveva cortili, un recinto, orti e altri spazi aperti, orientati principalmente verso l'area di servizio sul retro. Gli spazi abitativi erano costituiti da celle, stanze, magazzini e altri annessi, con tetti a botte o a scanalature, tipici del modello dell'Estremadura, oltre a scantinati che rivelano diverse fasi costruttive.
La chiesa conventuale, a pianta quadrangolare di 7,60 x 13,65 metri, ha una navata con volta a botte e un presbiterio coperto da una volta a botte con lunette nell'ultima sezione, dove probabilmente si trovava il coro. I muri, in mattoni e muratura rivestiti di malta di calce, poggiano su basi in conci di granito in alcune sezioni. Il presbiterio è a pianta libera, con le porte principali della chiesa sulle pareti laterali; quella sul lato del Vangelo permetteva l'accesso dall'interno del convento.

## Resti archeologici
Gli scavi condotti sul sito del convento dal Consorcio de la Ciudad Monumental de Mérida hanno rivelato reperti archeologici precedentemente non documentati. Queste scoperte hanno permesso di analizzare l'evoluzione storica e artistica di quest'area all'interno delle mura dell'antica città di Mérida:

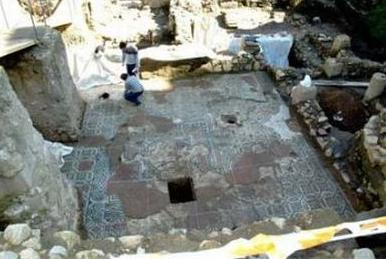
Mosaico scoperto negli scavi del Convento di San Andrés.

- III-V secolo: dalla Merida romana proviene un mosaico, alterato più di 30 volte, che decorava il pavimento di una casa all'interno della città.
- VI-VII secolo: in epoca visigota è stata rinvenuta una delle chiese più antiche della città, la chiesa di San Andrés, di cui non si avevano notizie precedenti.
- IX-XI secolo: durante il periodo islamico, il sito fu occupato da un cimitero alla periferia della città.
- XII secolo: una nuova cinta muraria con fossato delimita la città islamica, integrando il sito all'interno delle mura.
- XIII secolo: con l'arrivo dei cristiani, l'antica chiesa visigota viene restaurata e accanto ad essa viene creato un cimitero.
- XVII secolo: inizia la costruzione della chiesa del monastero di Santo Domingo, che andrà in rovina un secolo dopo.
- XVIII secolo: viene progettata una chiesa per i Domenicani, un progetto ambizioso con alte volte e decorazioni, che però non viene mai completato.
- XIX secolo: all'inizio del secolo, le dimensioni della chiesa del monastero si riducono, abitata da una piccola congregazione.
- XX secolo: durante la guerra civile e fino al 1947, il sito fu utilizzato come prigione per i prigionieri repubblicani, in condizioni di sovraffollamento e abbandono che lo portarono a essere considerato parte della rete di repressione di Franco.[5]

## Situazione attuale
Dopo la guerra civile, il complesso conventuale non poté essere restaurato e oggi rimangono solo una parte della chiesa, il campanile barocco - spesso coronato da nidi di cicogne - e il muro della facciata principale del convento. Su questa parete si trova ancora un portale rinascimentale in granito con due coppie di colonne toscane su plinti e tamburi ammortizzati, oltre a un architrave a voussoir. Sopra di esso si trova una trabeazione classica decorata con rosette e triglifi, e sulla parete si trova l'emblema dei domenicani, insieme a un'immagine marmorea di San Domenico di Guzmán, forse riutilizzando un pezzo romano.